# نيك هيفرنان
نيك هيفرنان (بالإنجليزية: Nick Heffernan)‏ هو مبارز بالسيف أسترالي، ولد في 12 يونيو 1974 في ملبورن في أستراليا.

## وصلات خارجية
- نيك هيفرنان على موقع الاتحاد الدولي للمبارزة (الإنجليزية)
- نيك هيفرنان على موقع أوليمبيديا (الإنجليزية)
- نيك هيفرنان على موقع اللجنة الأولمبية الأسترالية (الإنجليزية)